# Shorea hopeifolia
Shorea hopeifolia är en tvåhjärtbladig växtart som först beskrevs av Georg Christoph Heim, och fick sitt nu gällande namn av Symington. Shorea hopeifolia ingår i släktet Shorea och familjen Dipterocarpaceae. Inga underarter finns listade i Catalogue of Life.